# Faršád Alízade
Faršád Alízade (* 9. června 1985 Teherán) je bývalý íránský zápasník – klasik.

## Sportovní kariéra
Zápasení se aktivně věnoval od 15 let. Specializoval se na řecko-římský styl. V íránské mužské reprezentaci se prosazoval od roku 2009 ve váze do 74 kg. V roce 2012 se na olympijské hry v Londýně nekvalifikoval. Od roku 2014 se na mezinárodních turnajích neukazoval.

## Výsledky
| Turnaj            | 2009 | 2010 | 2011 | 2012 |
| Turnaj            | 24   | 25   | 26   | 27   |
| Turnaj            | -74  | -74  | -74  | -74  |
| ----------------- | ---- | ---- | ---- | ---- |
| Olympijské hry    |      |      |      | —    |
| Mistrovství světa | 3.   | —    | úč.  |      |
| Asijské hry       |      | 3.   |      |      |
| Mistrovství Asie  | 1.   | —    | —    | —    |